# Stenurella vaucheri
Stenurella vaucheri là một loài bọ cánh cứng trong họ Cerambycidae.